# Altamira (Tamaulipas)
Pour les articles homonymes, voir Altamira (homonymie).
Altamira est une ville de l'État de Tamaulipas, au Mexique. La ville est située au nord des villes de Tampico et Ciudad Madero, à l'extrémité sud de l'État de Tamaulipas, à l'ouest du Golfe du Mexique, dans sa plaine côtière et appartient au bassin versant du fleuve Río Pánuco. Elle est le chef-lieu de la municipalité de même nom. Elle fait partie de la "Zona metropolitana de Tampico", aire urbaine qui regroupe autour de la ville de Tampico les municipalités faisant partie de sa sphère d'influence. Elle dépend de la région Sur, qui est une des 6 subdivisions administratives de l'État de Tamaulipas.

## Géographie

Bassin inférieur du Río Pánuco

La ville d'Altamira se situe dans la partie nord-est du bassin versant du fleuve Río Pánuco, sur la rive nord du lac Champayán, qui jouxte au sud la rivière Río Tamesí, affluent de rive gauche du Río Pánuco. Établie dans la plaine côtière du golfe du Mexique, près de l'embouchure du Río Pánuco, elle présente une altitude moyenne de 26 m. La ville est peuplée de 50 896 habitants, ce qui en fait la deuxième ville de la municipalité, derrière Miramar.
Elle fait partie de la Zona metropolitana de Tampico (es), regroupant, dans l'État de Tamaulipas, les municipalités de Tampico, Altamira et Ciudad Madero, et dans l'État de Veracruz celles de Pueblo Viejo et de Pánuco, pour une population totale de 927 379 habitants. Elle appartient également à la région Sur, qui est une des 6 subdivisions administratives de l'État de Tamaulipas.

## Climat
Le port d'Altamira a un climat subtropical humide. La température moyenne sur l'année est de 24,4 °C, atteignant plus de 30 °C pendant l'été et, en moyenne, près de 10 °C pendant l'hiver. La température maximale record enregistrée le 5 mai 1999 est de 46 °C et la température minimale enregistrée le 27 décembre 1983 est de −4 °C.

## Histoire
La ville d'Altamira est fondée le 2 mai 1749, en l'honneur de Juan Rodriguez de Albuerne, marquis d'Altamira, par Don José de Escandon y Helguera, comte de Sierra Gorda, sous le patronage de Notre-Dame du Caldas.
Le premier maire de la ville fut le capitaine Juan Perez.
Le 27 octobre 1828, le premier Congrès du gouvernement indépendant de Tamaulipas modifie par décret le nom de la ville en l'honneur de l'insurgé Fray Juan Villerías; cependant, le nom Villeríase ne s'est jamais imposé et c'est le nom d'origine, Altamira, qui a continué de prévaloir.
Durant la Révolution mexicaine, en 1913, les troupes du général Pablo González prennent Altamira, en délogeant celles de Victoriano Huerta.

## Économie
Depuis le début des années 80, la ville détient un port industriel artificiel creusé et aménagé au bord du golfe du Mexique, au nord-nord est de la ville d'Altamira. Bien que le port de Tampico sur le Río Pánuco soit encore utilisé pour les gros cargos, le port d'Altamira s'occupe des porte-conteneurs. Ce port, couplé à ceux de Tampico et de Ciudad Madero, regroupe les infrastructures portuaires de la région Sur de l'État de Tamaulipas dans un même espace de conurbation. Ce port comprend un corridor pétrochimique, un parc industriel de plus de 9000 hectares, et des infrastructures portuaires. En retrait du port se trouvent deux centrales thermo-électriques.
Il existe également un important secteur industriel, centré principalement sur la pétrochimie, qui génère des emplois dans la région et des revenus fiscaux. Parmi les entreprises installées dans la ville, on peut citer DuPont, SABIC, BASF et POSCO.

## Transports
La ville est desservie par l'Aéroport international de Tampico, situé au nord de la ville de Tampico, et au sud d'Altamira.

## Tourisme
La ville est un centre touristique important. Plusieurs plages s'échelonnent sur le littoral du Golfe du Mexique, dont la Playa Tesoro et la Playa Dunas Doradas. Une lagune naturelle a été aménagée : la Sistema Lagunario Champayán permet la pratique de sports nautiques.

## Éducation
La ville compte plusieurs établissements d'éducation supérieure en technologie :
- Universidad Politécnica de Altamira (UPALT)
- Universidad del Desarrollo Profesional (UNIDEP)
- Instituto Tecnológico de Altamira (ITA)
- Universidad Tecnológica de Altamira (UT)
- Instituto de Ciencias y Estudios Superiores de Tamaulipas (ICEST)
- Universidad del Norte de Tamaulipas (UNT)